# 単品管理
単品管理（たんぴんかんり）は、主に小売業における商品管理手法のひとつ。反対語は部門管理。
小売業において、多品目の商品を個別に管理するのは非常に煩雑な作業であった。そのためコンピュータが普及する以前は、商品の部門ごとの管理が多く行われていた。たとえば、スーパーで言うと「調味料」や「乾麺」といった部門単位で管理を行ってきた。もちろん個々の商品の補充は在庫状況をみて仕入れるのだが、財務・経理的な意味での管理（棚卸・利益計算）は部門ごとに行われていた。それを単品（個々の商品。"SKU"ともいう。後述）ごとにコンピュータで管理するようにしたもの。

## SKU
SKUは最小管理単位 (Stock Keeping Unit) の略。
例えば、「ある店舗で扱っているシャツはデザイン・色はすべて共通だが、サイズがS、M、L、XLの4種類ある」、もしくは「サイズはMのみだが、色は赤、青、白、緑の4種類ある」場合にはどちらの場合も「1アイテム4SKUある」と数える。